# Ryōko Hirosue
Ryōko Hirosue (広末涼子, Hirosue Ryōko), née le 18 juillet 1980 à Kōchi, est une actrice et chanteuse japonaise.

## Biographie
Ryōko Hirosue commence sa carrière en 1994 à l'âge de 14 ans avec un spot publicitaire pour la marque Clearasil après avoir remporté le grand prix du concours Pika Pika Face Contest (ぴかぴかフェイスコンテスト) ("Shiny Face"). Elle devient rapidement une idole japonaise populaire, jouant dans des drama à partir de 1996 et au cinéma dès l'année suivante et sortant en parallèle une dizaine de disques en solo entre 1997 et 2000, plus quelques compilations ultérieures.
Elle entre à l'Université Waseda mais ne finit pas ses études.
Courant 2001, Ryōko Hirosue se fait connaitre en Occident en jouant le rôle de Yumi (la fille de Hubert, joué par Jean Reno) dans le film français Wasabi, pour lequel elle a dû apprendre le français phonétique,, et jouer sans doublage ; pour les répliques en français, elle a appris les textes par cœur grâce aux mini-discs que le producteur et scénariste Luc Besson lui avait préparés. 
En 2008, elle figure au casting du film Departures (Okuribito) de Yojiro Takita, Oscar 2009 du meilleur film en langue étrangère. 

## Vie privée
Ryōko Hirosue épouse le dessinateur Takahiro Okazawa le 23 décembre 2003. Elle donne naissance à un garçon le 10 avril 2004. En mars 2008 elle annonce son divorce.
En octobre 2010, elle annonce s'être remariée avec un artiste japonais surnommé "Candle June", rencontré en mars 2010 lors d'un rassemblement caritatif au profit des survivants du séisme de 2010 en Haïti. Le 23 novembre 2010, elle annonce être enceinte de son deuxième enfant. Le couple annonce leur divorce en juin 2023.

## Discographie

### Singles
- 15 avril 1997 : Majide Koisuru Gobyōmae (MajiでKoiする5秒前?)
- 25 juin 1997 : Daisuki! (大スキ!?)
- 15 octobre 1997 : Wind Prism (風のプリズム?)
- 13 mai 1998 : Summer Sunset (summer sunset?)
- 7 octobre 1998 : Jeans (ジーンズ?)
- 3 février 1999 : Tomorrow (明日へ?)
- 8 novembre 2000 : Kajitsu (果実?)

### Albums
Albums studio
- 19 novembre 1997 : Arigato
- 31 octobre 1998 : Winter Gift 98 (mini-album)
- 17 février 1999 : Private

Album live
- 26 mai 1999 : RH Debut Tour 1999

Album de remix
- 29 août 2001 : RH Remix

Compilations
- 25 novembre 1999 : RH Singles &...
- 27 février 2002 : Hirosue Ryoko Perfect Collection
- 25 septembre 2013 : RH Singles &... ~edition de luxe~ (réédition avec bonus)

## Filmographie sélective

### Cinéma
- 1997 : 20th Century Nostalgia (20-seiki nosutarujia), de Masato Hara

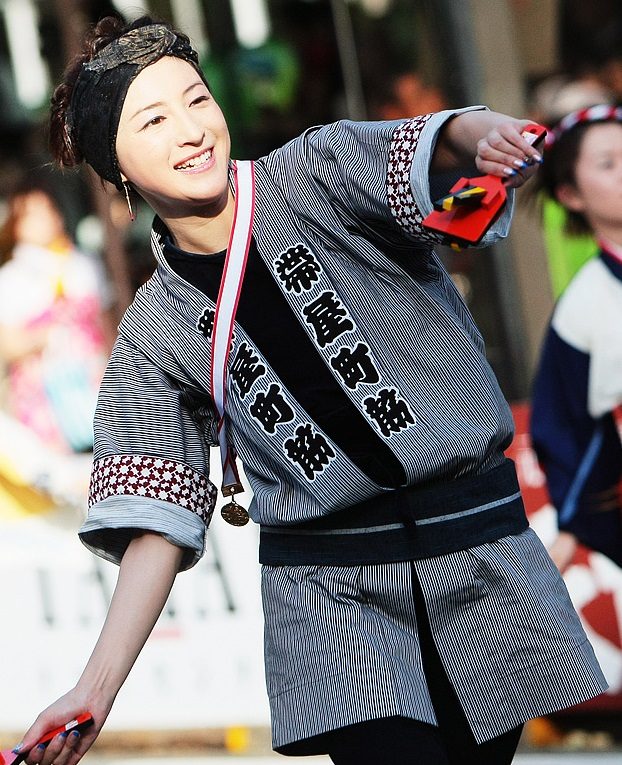
Ryōko Hirosue en 2009, l'année où Departures a remporté l'Oscar du meilleur film en langue étrangère.

- 1999 : Railroad Man (Poppoya), de Yasuo Furuhata
- 1999 : Himitsu, de Yojiro Takita
- 2000 : Zawa-zawa Shimokita-zawa, de Jun Ichikawa
- 2001 : Wasabi, de Gérard Krawczyk
- 2002 : Jam Films (en), de Shunji Iwai (segment Arita)
- 2003 : Collage of Our Life, de Yukihiko Tsutsumi
- 2004 : Hana and Alice (Hana to Alice), de Shunji Iwai
- 2006 : Presents ~Aikagi~, de Asako Hyuga
- 2007 : Bubble Fiction: Boom or Bust (en), de Yasuo Baba
- 2007 : Little DJ, de Kotoe Nagata
- 2007 : Koneko no Namida, de Toshiyuki Morioka
- 2008 : Departures (Okuribito), de Yojiro Takita
- 2009 : Goemon, de Kazuaki Kiriya
- 2009 : Villon's Wife (Viyon no Tsuma), de Kichitaro Negishi
- 2009 : Zero no shōten (ゼロの焦点?), de Isshin Inudō
- 2010 : Flowers, de Norihiro Koizumi
- 2012 : Love Masao-kun ga Iku, de Kentaro Otani
- 2012 : Kagi Dorobō no Method, de Kenji Uchida
- 2013 :  Sakura : Futatabi no Kanako, de Minoru Kurimura
- 2014 : Zakurozaka no Adauchi (en), de Setsurō Wakamatsu
- 2014 : Omoinokoshi, de Yuichiro Hirakawa
- 2015 : Hana-chan no Misoshiru, de Tomoaki Akune
- 2017 : Mixed Doubles, de Junichi Ishikawa
- 2018 : Owatta Hito, de Hideo Nakata
- 2018 : Love x Doc, de Osamu Suzuki
- 2020 : We Make Antiques! Kyoto Rendezvous, de Masaharu Take
- 2020 : Step, de Ken Iizuka
- 2022 : 2 Women, de Ryûichi Hiroki
- 2023 : Hard Days, de Michihito Fujii

### Télévision

#### Séries télévisées
- 1996 : Shouta no sushi, de Yūichi Satō
- 1996 : Long Vacation, de Kozo Nagayama, Masayuki Suzuki et Yūji Usui
- 1997 : Sōri to yobanai de
- 1997 : Beach Boys, de Reiko Ishizaka et Kensaku Sawada
- 1998 : When the Saints Go Marching In (Seija no kōshin), de Ken Yoshida
- 1999 : Lipstick, de Kōzō Nagayama et Kensaku Sawada
- 2000 : Summer Snow, de Tamaki Endou, Shunichi Hirano et Hiroshi Matsubara
- 2000 : Oyajii, d'Osamu Katayama et Akio Yoshida
- 2001 : Dekichatta kekkon, de Hideki Takeuchi
- 2002 : Ai nante iranee yo, natsu, de Natsuki Imai, Hiroshi Matsubara et Yukihiko Tsutsumi
- 2003 : Moto kare
- 2008 : Yasuko to Kenji
- 2010 : Ryōmaden (龍馬伝?)
- 2013 : Star Man: kono hoshino koi
- 2014 : La Saint (Seijo)
- 2015 : Ouroboros
- 2016 : Naomi to Kanako

#### Téléfilms
- 1997 : Boku ga boku de aru tameni
- 1997 : Beach Boys Special
- 1997 : Odoru daisosasen - Nenmatsu tokubetsu keikai Special de Katsuyuki Motohiro